# François Parisien
François Parisien (Mont-real, 27 d'abril de 1982) és un ciclista canadenc, professional des del 2006 al 2013. En el seu palmarès destaca el campionat nacional en ruta de 2005, i sobretot, una etapa a la Volta a Catalunya del 2013 amb final a Lleida.

## Palmarès
- 2005
  -  Campionat del Canadà en ruta
- 2008
  - 1r a la Green Mountain Stagerace
- 2009
  - Vencedor d'una etapa a la Volta a Cuba
- 2010
  - Vencedor d'una etapa a la Volta a Mèxic
- 2012
  - 1r al Tour d'Elk Grove
- 2013
  - Vencedor d'una etapa a la Volta a Catalunya